# Willem van Aelst

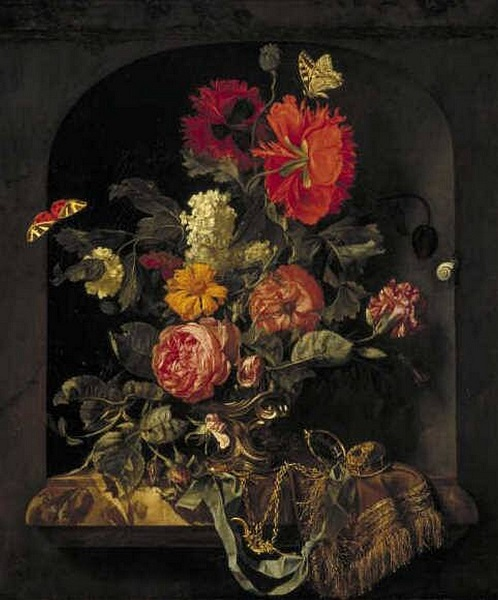
Martwa natura z kwiatami w niszy (1662)

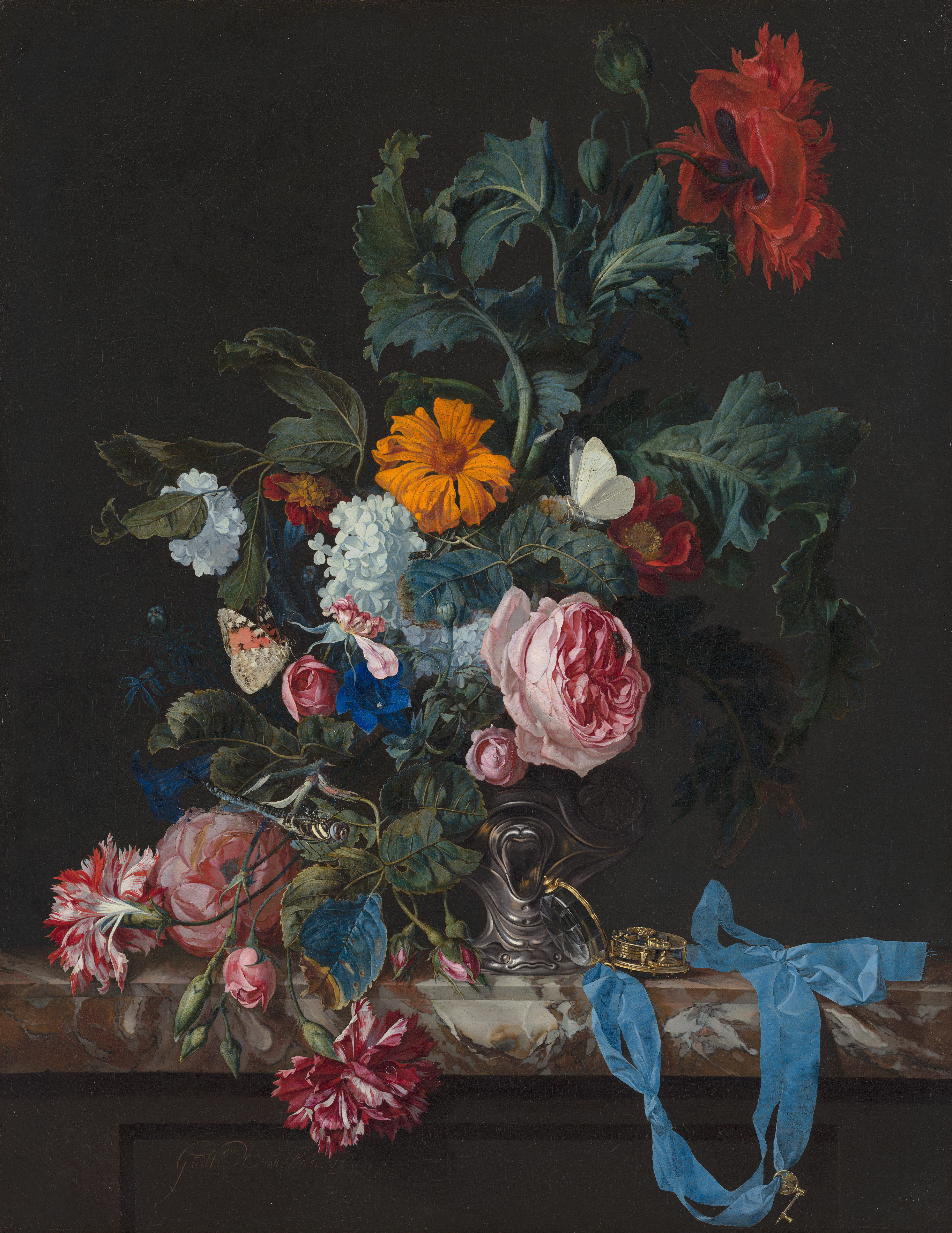
Martwa natura z kwiatami i zegarkiem (1663)

Martwa natura z brzoskwiniami i winogronami

Willem van Aelst (ochrz. 16 maja 1627 w Delfcie, poch. 22 maja 1683 w Amsterdamie) – holenderski malarz okresu baroku.

## Życiorys
Był synem notariusza. Malarstwa uczył się u swojego stryja Everta van Aelsta. 9 listopada 1643 wstąpił do gildii św. Łukasza w Delfcie. Od 1645 do 1649 przebywał we Francji. Następnie w latach 1649–1656 pracował we Florencji jako nadworny malarz Ferdynanda II Medyceusza, wielkiego księcia Toskanii. W 1656 wrócił do Holandii, najpierw na krótko do Delftu, a w 1657 osiadł w Amsterdamie.

## Twórczość
Malował głównie martwe natury i obrazy o tematyce myśliwskiej. Rozwinął swój styl pod wpływem malarza owadów, Ottona Marseusa van Schriecka, poznanego we Florencji. Jego związek z Amsterdamem jest szczególnie widoczny w martwych naturach kwiatowych, malowanych w latach 1659–1663, takich jak Martwa natura z kwiatami w niszy (1662; Museum Boijmans Van Beuningen, Rotterdam) i Martwa natura z kwiatami i zegarkiem (1663; Mauritshuis, Haga), w których wazony w kształcie uszu są bezsprzecznie dziełami Johannesa Lutmy, słynnego amsterdamskiego złotnika.
Eleganckie i wyrafinowane kompozycyjnie prace van Aelsta odznaczają się subtelnym połączeniem jasnych barw i zastosowaniem efektów świetlnych. W malarstwie kwiatowym wprowadził asymetrycznie ułożony bukiet, co było nową wówczas ideą, chętnie podjętą przez wielu innych malarzy. Artysta był najczęściej naśladowanym malarzem martwych natur w swojej epoce.
Do jego uczniów należeli m.in.: Isaac Denies, Maria van Oosterwijk, Anna Ruysch, Rachel Ruysch, Ernst Stuven.

## Dzieła
- Martwa natura z dziczyzną i bronią myśliwską (1652), Palazzo Pitti, Florencja
- Martwa natura z owocami i naczyniami (1653), Palazzo Pitti, Florencja
- Martwa natura z kwiatami w niszy (1662), Museum Boijmans Van Beuningen, Rotterdam
- Martwa natura z kwiatami i zegarkiem (1663), Mauritshuis, Haga
- Srebrny wazon z kwiatami (1663), Mauritshuis, Haga
- Trofea myśliwskie (1668), Staatliche Kunsthalle Karlsruhe
- Martwa natura z dziczyzną (1671), Mauritshuis, Haga

Ponadto dziesięć sygnowanych obrazów artysty znajduje się w Staatliches Museum w Schwerinie (m.in. Martwa natura z pucharem z nautilusa, Dwa martwe koguty, Martwa natura z kwiatami i zegarkiem, Martwa natura z owocami, Martwa natura z drobiem, Stół śniadaniowy z dzbankiem z nautilusa, Martwa natura z trofeami myśliwskimi).